# SN 1973P
SN 1973P – supernowa odkryta 2 września 1973 roku w galaktyce MCG +06-06-49. W momencie odkrycia miała maksymalną jasność 18,00m.